# Lagoptera orbifera
Lagoptera orbifera là một loài bướm đêm trong họ Erebidae.